# Tour de Noruega 2022
La 11.ª edición del Tour de Noruega (oficialmente: Tour of Norway) se celebró entre el 24 al 29 de mayo de 2022 con inicio en la ciudad de Bergen y final en la ciudad de Stavanger en Noruega. El recorrido constó de un total de 6 etapas sobre una distancia total de 1036,3 km.
La prueba hizo parte del UCI ProSeries 2022 dentro de la categoría 2.Pro y fue ganada por el belga Remco Evenepoel del Quick-Step Alpha Vinyl. Completaron el podio, como segundo y tercer clasificado respectivamente, los australianos Jay Vine del Alpecin-Fenix y Lucas Plapp del INEOS Grenadiers.

## Equipos participantes
Tomaron parte en la carrera 18 equipos: 9 de categoría UCI WorldTeam, 6 de categoría UCI ProTeam y 3 de categoría Continental, formando así un pelotón de 107 ciclistas de los que acabaron XXX. Los equipos participantes fueron:
| WorldTeams (9)- Bora-Hansgrohe - EF Education-EasyPost - Ineos Grenadiers - Intermarché-Wanty-Gobert Matériaux - Israel-Premier Tech - Jumbo-Visma - Quick-Step Alpha Vinyl - Team DSM - Trek-Segafredo ProTeams (6)- Alpecin-Fenix - Bardiani-CSF-Faizanè - Caja Rural-Seguros RGA - Human Powered Health - Sport Vlaanderen-Baloise - Uno-X Pro Cycling Team Equipos continentales (3)- Coop - Riwal - ColoQuick |
| |

## Recorrido
El Tour de Noruega dispuso de seis etapas para un recorrido total de 1036,3 km.
| Etapa     | Fecha     | Recorrido             | type                   | Distancia (km) | Desnivel (m) | Ganador            | Líder                      |
| --------- | --------- | --------------------- | ---------------------- | -------------- | ------------ | ------------------ | -------------------------- |
| 1.ª etapa | 24 de may | Bergen – Voss         | etapa de media montaña | 173,6          | 2225 m       | Remco Evenepoel    | Remco Evenepoel            |
| 2.ª etapa | 25 de may | Ulvik – Geilo         | etapa escarpada        | 123,8          | 2421 m       | Ethan Hayter       | Tobias Halland Johannessen |
| 3.ª etapa | 26 de may | Gol – Gaustatoppen    | etapa de montaña       | 175,8          | 3371 m       | Remco Evenepoel    | Remco Evenepoel            |
| 4.ª etapa | 27 de may | Hovden – Kristiansand | etapa llana            | 232,1          | 1655 m       | Marco Haller       | Remco Evenepoel            |
| 5.ª etapa | 28 de may | Flekkefjord – Sandnes | etapa escarpada        | 181,7          | 2781 m       | Remco Evenepoel    | Remco Evenepoel            |
| 6.ª etapa | 29 de may | Stavanger – Stavanger | etapa llana            | 149,3          | 1231 m       | Alexander Kristoff | Remco Evenepoel            |

## Desarrollo de la carrera

### 1.ª etapa
| Bergen - Voss | etapa de media montaña | (173,6 km) |

| \| Clasificación de la etapa \| Clasificación de la etapa \| Clasificación de la etapa \| Clasificación de la etapa \| Clasificación de la etapa \| \| Ciclista \| Ciclista \| Equipo \| Tiempo \| \| \| ------------------------- \| -------------------------- \| ---------------------------------- \| ------------------------- \| ------------------------- \| \| 1.º \| Remco Evenepoel \| Quick-Step Alpha Vinyl \| 4 h 21 min 31 s \| \| \| 2.º \| Tobias Halland Johannessen \| Uno-X Pro Cycling Team \| + 0 s \| \| \| 3.º \| Eduard Prades \| Caja Rural-Seguros RGA \| + 2 s \| \| \| 4.º \| Lucas Plapp \| Ineos Grenadiers \| + 3 s \| \| \| 5.º \| Ethan Hayter \| Ineos Grenadiers \| + 3 s \| \| \| 6.º \| Esteban Chaves \| EF Education-EasyPost \| + 5 s \| \| \| 7.º \| Gianluca Brambilla \| Trek-Segafredo \| + 5 s \| \| \| 8.º \| Mike Teunissen \| Jumbo-Visma \| + 5 s \| \| \| 9.º \| Cian Uijtdebroeks \| Bora-Hansgrohe \| + 5 s \| \| \| 10.º \| Laurens Huys \| Intermarché-Wanty-Gobert Matériaux \| + 5 s \| \| |                            |                                    |                 |
| |                            |                                    |                 |
| Fuente: ProCyclingStats |                            |                                    |                 |
| Clasificación de la etapa |                            |                                    |                 |
| Ciclista | Ciclista                   | Equipo                             | Tiempo          |
| 1.º | Remco Evenepoel            | Quick-Step Alpha Vinyl             | 4 h 21 min 31 s |
| 2.º | Tobias Halland Johannessen | Uno-X Pro Cycling Team             | + 0 s           |
| 3.º | Eduard Prades              | Caja Rural-Seguros RGA             | + 2 s           |
| 4.º | Lucas Plapp                | Ineos Grenadiers                   | + 3 s           |
| 5.º | Ethan Hayter               | Ineos Grenadiers                   | + 3 s           |
| 6.º | Esteban Chaves             | EF Education-EasyPost              | + 5 s           |
| 7.º | Gianluca Brambilla         | Trek-Segafredo                     | + 5 s           |
| 8.º | Mike Teunissen             | Jumbo-Visma                        | + 5 s           |
| 9.º | Cian Uijtdebroeks          | Bora-Hansgrohe                     | + 5 s           |
| 10.º | Laurens Huys               | Intermarché-Wanty-Gobert Matériaux | + 5 s           |

| \| Clasificación general \| Clasificación general \| Clasificación general \| Clasificación general \| Clasificación general \| \| Ciclista \| Ciclista \| Equipo \| Tiempo \| \| \| --------------------- \| -------------------------- \| ---------------------------------- \| --------------------- \| --------------------- \| \| 1.º \| Remco Evenepoel \| Quick-Step Alpha Vinyl \| 4 h 21 min 21 s \| \| \| 2.º \| Tobias Halland Johannessen \| Uno-X Pro Cycling Team \| + 4 s \| \| \| 3.º \| Eduard Prades \| Caja Rural-Seguros RGA \| + 8 s \| \| \| 4.º \| Lucas Plapp \| Ineos Grenadiers \| + 13 s \| \| \| 5.º \| Ethan Hayter \| Ineos Grenadiers \| + 13 s \| \| \| 6.º \| Esteban Chaves \| EF Education-EasyPost \| + 15 s \| \| \| 7.º \| Gianluca Brambilla \| Trek-Segafredo \| + 15 s \| \| \| 8.º \| Mike Teunissen \| Jumbo-Visma \| + 15 s \| \| \| 9.º \| Cian Uijtdebroeks \| Bora-Hansgrohe \| + 15 s \| \| \| 10.º \| Laurens Huys \| Intermarché-Wanty-Gobert Matériaux \| + 15 s \| \| |                            |                                    |                 |
| |                            |                                    |                 |
| Fuente: ProCyclingStats |                            |                                    |                 |
| Clasificación general |                            |                                    |                 |
| Ciclista | Ciclista                   | Equipo                             | Tiempo          |
| 1.º | Remco Evenepoel            | Quick-Step Alpha Vinyl             | 4 h 21 min 21 s |
| 2.º | Tobias Halland Johannessen | Uno-X Pro Cycling Team             | + 4 s           |
| 3.º | Eduard Prades              | Caja Rural-Seguros RGA             | + 8 s           |
| 4.º | Lucas Plapp                | Ineos Grenadiers                   | + 13 s          |
| 5.º | Ethan Hayter               | Ineos Grenadiers                   | + 13 s          |
| 6.º | Esteban Chaves             | EF Education-EasyPost              | + 15 s          |
| 7.º | Gianluca Brambilla         | Trek-Segafredo                     | + 15 s          |
| 8.º | Mike Teunissen             | Jumbo-Visma                        | + 15 s          |
| 9.º | Cian Uijtdebroeks          | Bora-Hansgrohe                     | + 15 s          |
| 10.º | Laurens Huys               | Intermarché-Wanty-Gobert Matériaux | + 15 s          |

### 2.ª etapa
| Ulvik - Geilo | etapa escarpada | (123,8 km) |

| \| Clasificación de la etapa \| Clasificación de la etapa \| Clasificación de la etapa \| Clasificación de la etapa \| Clasificación de la etapa \| \| Ciclista \| Ciclista \| Equipo \| Tiempo \| \| \| ------------------------- \| -------------------------- \| ------------------------- \| ------------------------- \| ------------------------- \| \| 1.º \| Ethan Hayter \| Ineos Grenadiers \| 2 h 53 min 17 s \| \| \| 2.º \| Mike Teunissen \| Jumbo-Visma \| + 0 s \| \| \| 3.º \| Tobias Halland Johannessen \| Uno-X Pro Cycling Team \| + 0 s \| \| \| 4.º \| Patrick Bevin \| Israel-Premier Tech \| + 0 s \| \| \| 5.º \| Marco Haller \| Bora-Hansgrohe \| + 0 s \| \| \| 6.º \| Kasper Asgreen \| Quick-Step Alpha Vinyl \| + 0 s \| \| \| 7.º \| Aaron Van Poucke \| Sport Vlaanderen-Baloise \| + 0 s \| \| \| 8.º \| Jonas Gregaard \| Uno-X Pro Cycling Team \| + 0 s \| \| \| 9.º \| Lucas Plapp \| Ineos Grenadiers \| + 0 s \| \| \| 10.º \| Timo Roosen \| Jumbo-Visma \| + 0 s \| \| |                            |                          |                 |
| |                            |                          |                 |
| Fuente: ProCyclingStats |                            |                          |                 |
| Clasificación de la etapa |                            |                          |                 |
| Ciclista | Ciclista                   | Equipo                   | Tiempo          |
| 1.º | Ethan Hayter               | Ineos Grenadiers         | 2 h 53 min 17 s |
| 2.º | Mike Teunissen             | Jumbo-Visma              | + 0 s           |
| 3.º | Tobias Halland Johannessen | Uno-X Pro Cycling Team   | + 0 s           |
| 4.º | Patrick Bevin              | Israel-Premier Tech      | + 0 s           |
| 5.º | Marco Haller               | Bora-Hansgrohe           | + 0 s           |
| 6.º | Kasper Asgreen             | Quick-Step Alpha Vinyl   | + 0 s           |
| 7.º | Aaron Van Poucke           | Sport Vlaanderen-Baloise | + 0 s           |
| 8.º | Jonas Gregaard             | Uno-X Pro Cycling Team   | + 0 s           |
| 9.º | Lucas Plapp                | Ineos Grenadiers         | + 0 s           |
| 10.º | Timo Roosen                | Jumbo-Visma              | + 0 s           |

| \| Clasificación general \| Clasificación general \| Clasificación general \| Clasificación general \| Clasificación general \| \| Ciclista \| Ciclista \| Equipo \| Tiempo \| \| \| --------------------- \| -------------------------- \| ---------------------- \| --------------------- \| --------------------- \| \| 1.º \| Tobias Halland Johannessen \| Uno-X Pro Cycling Team \| 7 h 14 min 37 s \| \| \| 2.º \| Ethan Hayter \| Ineos Grenadiers \| + 1 s \| \| \| 3.º \| Remco Evenepoel \| Quick-Step Alpha Vinyl \| + 1 s \| \| \| 4.º \| Mike Teunissen \| Jumbo-Visma \| + 10 s \| \| \| 5.º \| Lucas Plapp \| Ineos Grenadiers \| + 14 s \| \| \| 6.º \| Carl Fredrik Hagen \| Israel-Premier Tech \| + 16 s \| \| \| 7.º \| Tao Geoghegan Hart \| Ineos Grenadiers \| + 16 s \| \| \| 8.º \| Jay Vine \| Alpecin-Fenix \| + 16 s \| \| \| 9.º \| Patrick Bevin \| Israel-Premier Tech \| + 26 s \| \| \| 10.º \| Marco Brenner \| Team DSM \| + 26 s \| \| |                            |                        |                 |
| |                            |                        |                 |
| Fuente: ProCyclingStats |                            |                        |                 |
| Clasificación general |                            |                        |                 |
| Ciclista | Ciclista                   | Equipo                 | Tiempo          |
| 1.º | Tobias Halland Johannessen | Uno-X Pro Cycling Team | 7 h 14 min 37 s |
| 2.º | Ethan Hayter               | Ineos Grenadiers       | + 1 s           |
| 3.º | Remco Evenepoel            | Quick-Step Alpha Vinyl | + 1 s           |
| 4.º | Mike Teunissen             | Jumbo-Visma            | + 10 s          |
| 5.º | Lucas Plapp                | Ineos Grenadiers       | + 14 s          |
| 6.º | Carl Fredrik Hagen         | Israel-Premier Tech    | + 16 s          |
| 7.º | Tao Geoghegan Hart         | Ineos Grenadiers       | + 16 s          |
| 8.º | Jay Vine                   | Alpecin-Fenix          | + 16 s          |
| 9.º | Patrick Bevin              | Israel-Premier Tech    | + 26 s          |
| 10.º | Marco Brenner              | Team DSM               | + 26 s          |

### 3.ª etapa
| Gol - Gaustatoppen | etapa de montaña | (175,8 km) |

| \| Clasificación de la etapa \| Clasificación de la etapa \| Clasificación de la etapa \| Clasificación de la etapa \| Clasificación de la etapa \| \| Ciclista \| Ciclista \| Equipo \| Tiempo \| \| \| ------------------------- \| -------------------------- \| ---------------------------------- \| ------------------------- \| ------------------------- \| \| 1.º \| Remco Evenepoel \| Quick-Step Alpha Vinyl \| 4 h 40 min 07 s \| \| \| 2.º \| Jay Vine \| Alpecin-Fenix \| + 27 s \| \| \| 3.º \| Lucas Plapp \| Ineos Grenadiers \| + 1 min 05 s \| \| \| 4.º \| Tobias Halland Johannessen \| Uno-X Pro Cycling Team \| + 1 min 21 s \| \| \| 5.º \| Laurens Huys \| Intermarché-Wanty-Gobert Matériaux \| + 1 min 21 s \| \| \| 6.º \| Cian Uijtdebroeks \| Bora-Hansgrohe \| + 1 min 23 s \| \| \| 7.º \| Esteban Chaves \| EF Education-EasyPost \| + 1 min 24 s \| \| \| 8.º \| Marco Brenner \| Team DSM \| + 1 min 41 s \| \| \| 9.º \| Magnus Sheffield \| Ineos Grenadiers \| + 1 min 56 s \| \| \| 10.º \| Tao Geoghegan Hart \| Ineos Grenadiers \| + 1 min 56 s \| \| |                            |                                    |                 |
| |                            |                                    |                 |
| Fuente: ProCyclingStats |                            |                                    |                 |
| Clasificación de la etapa |                            |                                    |                 |
| Ciclista | Ciclista                   | Equipo                             | Tiempo          |
| 1.º | Remco Evenepoel            | Quick-Step Alpha Vinyl             | 4 h 40 min 07 s |
| 2.º | Jay Vine                   | Alpecin-Fenix                      | + 27 s          |
| 3.º | Lucas Plapp                | Ineos Grenadiers                   | + 1 min 05 s    |
| 4.º | Tobias Halland Johannessen | Uno-X Pro Cycling Team             | + 1 min 21 s    |
| 5.º | Laurens Huys               | Intermarché-Wanty-Gobert Matériaux | + 1 min 21 s    |
| 6.º | Cian Uijtdebroeks          | Bora-Hansgrohe                     | + 1 min 23 s    |
| 7.º | Esteban Chaves             | EF Education-EasyPost              | + 1 min 24 s    |
| 8.º | Marco Brenner              | Team DSM                           | + 1 min 41 s    |
| 9.º | Magnus Sheffield           | Ineos Grenadiers                   | + 1 min 56 s    |
| 10.º | Tao Geoghegan Hart         | Ineos Grenadiers                   | + 1 min 56 s    |

| \| Clasificación general \| Clasificación general \| Clasificación general \| Clasificación general \| Clasificación general \| \| Ciclista \| Ciclista \| Equipo \| Tiempo \| \| \| --------------------- \| -------------------------- \| ---------------------------------- \| --------------------- \| --------------------- \| \| 1.º \| Remco Evenepoel \| Quick-Step Alpha Vinyl \| 11 h 54 min 35 s \| \| \| 2.º \| Jay Vine \| Alpecin-Fenix \| + 46 s \| \| \| 3.º \| Lucas Plapp \| Ineos Grenadiers \| + 1 min 24 s \| \| \| 4.º \| Tobias Halland Johannessen \| Uno-X Pro Cycling Team \| + 1 min 30 s \| \| \| 5.º \| Marco Brenner \| Team DSM \| + 2 min 16 s \| \| \| 6.º \| Tao Geoghegan Hart \| Ineos Grenadiers \| + 2 min 21 s \| \| \| 7.º \| Patrick Bevin \| Israel-Premier Tech \| + 2 min 41 s \| \| \| 8.º \| Magnus Sheffield \| Ineos Grenadiers \| + 2 min 41 s \| \| \| 9.º \| Laurens Huys \| Intermarché-Wanty-Gobert Matériaux \| + 2 min 44 s \| \| \| 10.º \| Cian Uijtdebroeks \| Bora-Hansgrohe \| + 2 min 46 s \| \| |                            |                                    |                  |
| |                            |                                    |                  |
| Fuente: ProCyclingStats |                            |                                    |                  |
| Clasificación general |                            |                                    |                  |
| Ciclista | Ciclista                   | Equipo                             | Tiempo           |
| 1.º | Remco Evenepoel            | Quick-Step Alpha Vinyl             | 11 h 54 min 35 s |
| 2.º | Jay Vine                   | Alpecin-Fenix                      | + 46 s           |
| 3.º | Lucas Plapp                | Ineos Grenadiers                   | + 1 min 24 s     |
| 4.º | Tobias Halland Johannessen | Uno-X Pro Cycling Team             | + 1 min 30 s     |
| 5.º | Marco Brenner              | Team DSM                           | + 2 min 16 s     |
| 6.º | Tao Geoghegan Hart         | Ineos Grenadiers                   | + 2 min 21 s     |
| 7.º | Patrick Bevin              | Israel-Premier Tech                | + 2 min 41 s     |
| 8.º | Magnus Sheffield           | Ineos Grenadiers                   | + 2 min 41 s     |
| 9.º | Laurens Huys               | Intermarché-Wanty-Gobert Matériaux | + 2 min 44 s     |
| 10.º | Cian Uijtdebroeks          | Bora-Hansgrohe                     | + 2 min 46 s     |

### 4.ª etapa
| Hovden - Kristiansand | etapa llana | (232,1 km) |

| \| Clasificación de la etapa \| Clasificación de la etapa \| Clasificación de la etapa \| Clasificación de la etapa \| Clasificación de la etapa \| \| Ciclista \| Ciclista \| Equipo \| Tiempo \| \| \| ------------------------- \| ------------------------- \| ---------------------------------- \| ------------------------- \| ------------------------- \| \| 1.º \| Marco Haller \| Bora-Hansgrohe \| 5 h 02 min 21 s \| \| \| 2.º \| Ethan Vernon \| Quick-Step Alpha Vinyl \| + 0 s \| \| \| 3.º \| Alexander Kristoff \| Intermarché-Wanty-Gobert Matériaux \| + 0 s \| \| \| 4.º \| Tom Van Asbroeck \| Israel-Premier Tech \| + 0 s \| \| \| 5.º \| Mike Teunissen \| Jumbo-Visma \| + 0 s \| \| \| 6.º \| Filippo Fiorelli \| Bardiani CSF Faizanè \| + 0 s \| \| \| 7.º \| Mads Pedersen \| Trek-Segafredo \| + 0 s \| \| \| 8.º \| Martijn Budding \| Riwal Cycling Team \| + 0 s \| \| \| 9.º \| Eduard Prades \| Caja Rural-Seguros RGA \| + 0 s \| \| \| 10.º \| Corbin Strong \| Israel-Premier Tech \| + 0 s \| \| |                    |                                    |                 |
| |                    |                                    |                 |
| Fuente: ProCyclingStats |                    |                                    |                 |
| Clasificación de la etapa |                    |                                    |                 |
| Ciclista | Ciclista           | Equipo                             | Tiempo          |
| 1.º | Marco Haller       | Bora-Hansgrohe                     | 5 h 02 min 21 s |
| 2.º | Ethan Vernon       | Quick-Step Alpha Vinyl             | + 0 s           |
| 3.º | Alexander Kristoff | Intermarché-Wanty-Gobert Matériaux | + 0 s           |
| 4.º | Tom Van Asbroeck   | Israel-Premier Tech                | + 0 s           |
| 5.º | Mike Teunissen     | Jumbo-Visma                        | + 0 s           |
| 6.º | Filippo Fiorelli   | Bardiani CSF Faizanè               | + 0 s           |
| 7.º | Mads Pedersen      | Trek-Segafredo                     | + 0 s           |
| 8.º | Martijn Budding    | Riwal Cycling Team                 | + 0 s           |
| 9.º | Eduard Prades      | Caja Rural-Seguros RGA             | + 0 s           |
| 10.º | Corbin Strong      | Israel-Premier Tech                | + 0 s           |

| \| Clasificación general \| Clasificación general \| Clasificación general \| Clasificación general \| Clasificación general \| \| Ciclista \| Ciclista \| Equipo \| Tiempo \| \| \| --------------------- \| -------------------------- \| ---------------------------------- \| --------------------- \| --------------------- \| \| 1.º \| Remco Evenepoel \| Quick-Step Alpha Vinyl \| 16 h 56 min 56 s \| \| \| 2.º \| Jay Vine \| Alpecin-Fenix \| + 46 s \| \| \| 3.º \| Lucas Plapp \| Ineos Grenadiers \| + 1 min 04 s \| \| \| 4.º \| Tobias Halland Johannessen \| Uno-X Pro Cycling Team \| + 1 min 30 s \| \| \| 5.º \| Tao Geoghegan Hart \| Ineos Grenadiers \| + 2 min 21 s \| \| \| 6.º \| Magnus Sheffield \| Ineos Grenadiers \| + 2 min 41 s \| \| \| 7.º \| Laurens Huys \| Intermarché-Wanty-Gobert Matériaux \| + 2 min 44 s \| \| \| 8.º \| Cian Uijtdebroeks \| Bora-Hansgrohe \| + 2 min 46 s \| \| \| 9.º \| Esteban Chaves \| EF Education-EasyPost \| + 2 min 47 s \| \| \| 10.º \| Carl Fredrik Hagen \| Israel-Premier Tech \| + 3 min 05 s \| \| |                            |                                    |                  |
| |                            |                                    |                  |
| Fuente: ProCyclingStats |                            |                                    |                  |
| Clasificación general |                            |                                    |                  |
| Ciclista | Ciclista                   | Equipo                             | Tiempo           |
| 1.º | Remco Evenepoel            | Quick-Step Alpha Vinyl             | 16 h 56 min 56 s |
| 2.º | Jay Vine                   | Alpecin-Fenix                      | + 46 s           |
| 3.º | Lucas Plapp                | Ineos Grenadiers                   | + 1 min 04 s     |
| 4.º | Tobias Halland Johannessen | Uno-X Pro Cycling Team             | + 1 min 30 s     |
| 5.º | Tao Geoghegan Hart         | Ineos Grenadiers                   | + 2 min 21 s     |
| 6.º | Magnus Sheffield           | Ineos Grenadiers                   | + 2 min 41 s     |
| 7.º | Laurens Huys               | Intermarché-Wanty-Gobert Matériaux | + 2 min 44 s     |
| 8.º | Cian Uijtdebroeks          | Bora-Hansgrohe                     | + 2 min 46 s     |
| 9.º | Esteban Chaves             | EF Education-EasyPost              | + 2 min 47 s     |
| 10.º | Carl Fredrik Hagen         | Israel-Premier Tech                | + 3 min 05 s     |

### 5.ª etapa
| Flekkefjord - Sandnes | etapa escarpada | (181,7 km) |

| \| Clasificación de la etapa \| Clasificación de la etapa \| Clasificación de la etapa \| Clasificación de la etapa \| Clasificación de la etapa \| \| Ciclista \| Ciclista \| Equipo \| Tiempo \| \| \| ------------------------- \| -------------------------- \| ---------------------------------- \| ------------------------- \| ------------------------- \| \| 1.º \| Remco Evenepoel \| Quick-Step Alpha Vinyl \| 4 h 53 min 33 s \| \| \| 2.º \| Tobias Halland Johannessen \| Uno-X Pro Cycling Team \| + 0 s \| \| \| 3.º \| Lucas Plapp \| Ineos Grenadiers \| + 0 s \| \| \| 4.º \| Jay Vine \| Alpecin-Fenix \| + 0 s \| \| \| 5.º \| Ben Healy \| EF Education-EasyPost \| + 0 s \| \| \| 6.º \| Magnus Sheffield \| Ineos Grenadiers \| + 0 s \| \| \| 7.º \| Laurens Huys \| Intermarché-Wanty-Gobert Matériaux \| + 0 s \| \| \| 8.º \| Cian Uijtdebroeks \| Bora-Hansgrohe \| + 0 s \| \| \| 9.º \| Mike Teunissen \| Jumbo-Visma \| + 5 s \| \| \| 10.º \| Filippo Fiorelli \| Bardiani CSF Faizanè \| + 5 s \| \| |                            |                                    |                 |
| |                            |                                    |                 |
| Fuente: ProCyclingStats |                            |                                    |                 |
| Clasificación de la etapa |                            |                                    |                 |
| Ciclista | Ciclista                   | Equipo                             | Tiempo          |
| 1.º | Remco Evenepoel            | Quick-Step Alpha Vinyl             | 4 h 53 min 33 s |
| 2.º | Tobias Halland Johannessen | Uno-X Pro Cycling Team             | + 0 s           |
| 3.º | Lucas Plapp                | Ineos Grenadiers                   | + 0 s           |
| 4.º | Jay Vine                   | Alpecin-Fenix                      | + 0 s           |
| 5.º | Ben Healy                  | EF Education-EasyPost              | + 0 s           |
| 6.º | Magnus Sheffield           | Ineos Grenadiers                   | + 0 s           |
| 7.º | Laurens Huys               | Intermarché-Wanty-Gobert Matériaux | + 0 s           |
| 8.º | Cian Uijtdebroeks          | Bora-Hansgrohe                     | + 0 s           |
| 9.º | Mike Teunissen             | Jumbo-Visma                        | + 5 s           |
| 10.º | Filippo Fiorelli           | Bardiani CSF Faizanè               | + 5 s           |

| \| Clasificación general \| Clasificación general \| Clasificación general \| Clasificación general \| Clasificación general \| \| Ciclista \| Ciclista \| Equipo \| Tiempo \| \| \| --------------------- \| -------------------------- \| ---------------------------------- \| --------------------- \| --------------------- \| \| 1.º \| Remco Evenepoel \| Quick-Step Alpha Vinyl \| 21 h 50 min 19 s \| \| \| 2.º \| Jay Vine \| Alpecin-Fenix \| + 56 s \| \| \| 3.º \| Lucas Plapp \| Ineos Grenadiers \| + 1 min 30 s \| \| \| 4.º \| Tobias Halland Johannessen \| Uno-X Pro Cycling Team \| + 1 min 34 s \| \| \| 5.º \| Tao Geoghegan Hart \| Ineos Grenadiers \| + 2 min 36 s \| \| \| 6.º \| Magnus Sheffield \| Ineos Grenadiers \| + 2 min 51 s \| \| \| 7.º \| Laurens Huys \| Intermarché-Wanty-Gobert Matériaux \| + 2 min 54 s \| \| \| 8.º \| Cian Uijtdebroeks \| Bora-Hansgrohe \| + 2 min 56 s \| \| \| 9.º \| Esteban Chaves \| EF Education-EasyPost \| + 3 min 02 s \| \| \| 10.º \| Carl Fredrik Hagen \| Israel-Premier Tech \| + 3 min 20 s \| \| |                            |                                    |                  |
| |                            |                                    |                  |
| Fuente: ProCyclingStats |                            |                                    |                  |
| Clasificación general |                            |                                    |                  |
| Ciclista | Ciclista                   | Equipo                             | Tiempo           |
| 1.º | Remco Evenepoel            | Quick-Step Alpha Vinyl             | 21 h 50 min 19 s |
| 2.º | Jay Vine                   | Alpecin-Fenix                      | + 56 s           |
| 3.º | Lucas Plapp                | Ineos Grenadiers                   | + 1 min 30 s     |
| 4.º | Tobias Halland Johannessen | Uno-X Pro Cycling Team             | + 1 min 34 s     |
| 5.º | Tao Geoghegan Hart         | Ineos Grenadiers                   | + 2 min 36 s     |
| 6.º | Magnus Sheffield           | Ineos Grenadiers                   | + 2 min 51 s     |
| 7.º | Laurens Huys               | Intermarché-Wanty-Gobert Matériaux | + 2 min 54 s     |
| 8.º | Cian Uijtdebroeks          | Bora-Hansgrohe                     | + 2 min 56 s     |
| 9.º | Esteban Chaves             | EF Education-EasyPost              | + 3 min 02 s     |
| 10.º | Carl Fredrik Hagen         | Israel-Premier Tech                | + 3 min 20 s     |

### 6.ª etapa
| Stavanger - Stavanger | etapa llana | (149,3 km) |

| \| Clasificación de la etapa \| Clasificación de la etapa \| Clasificación de la etapa \| Clasificación de la etapa \| Clasificación de la etapa \| \| Ciclista \| Ciclista \| Equipo \| Tiempo \| \| \| ------------------------- \| ------------------------- \| ---------------------------------- \| ------------------------- \| ------------------------- \| \| 1.º \| Alexander Kristoff \| Intermarché-Wanty-Gobert Matériaux \| 3 h 28 min 52 s \| \| \| 2.º \| Ethan Hayter \| Ineos Grenadiers \| + 0 s \| \| \| 3.º \| Mads Pedersen \| Trek-Segafredo \| + 0 s \| \| \| 4.º \| Timo Kielich \| Alpecin-Fenix \| + 0 s \| \| \| 5.º \| Filippo Fiorelli \| Bardiani CSF Faizanè \| + 0 s \| \| \| 6.º \| Timo Roosen \| Jumbo-Visma \| + 0 s \| \| \| 7.º \| Mike Teunissen \| Jumbo-Visma \| + 0 s \| \| \| 8.º \| Jenno Berckmoes \| Sport Vlaanderen-Baloise \| + 0 s \| \| \| 9.º \| Niklas Märkl \| Team DSM \| + 0 s \| \| \| 10.º \| Martijn Budding \| Riwal Cycling Team \| + 0 s \| \| |                    |                                    |                 |
| |                    |                                    |                 |
| Fuente: ProCyclingStats |                    |                                    |                 |
| Clasificación de la etapa |                    |                                    |                 |
| Ciclista | Ciclista           | Equipo                             | Tiempo          |
| 1.º | Alexander Kristoff | Intermarché-Wanty-Gobert Matériaux | 3 h 28 min 52 s |
| 2.º | Ethan Hayter       | Ineos Grenadiers                   | + 0 s           |
| 3.º | Mads Pedersen      | Trek-Segafredo                     | + 0 s           |
| 4.º | Timo Kielich       | Alpecin-Fenix                      | + 0 s           |
| 5.º | Filippo Fiorelli   | Bardiani CSF Faizanè               | + 0 s           |
| 6.º | Timo Roosen        | Jumbo-Visma                        | + 0 s           |
| 7.º | Mike Teunissen     | Jumbo-Visma                        | + 0 s           |
| 8.º | Jenno Berckmoes    | Sport Vlaanderen-Baloise           | + 0 s           |
| 9.º | Niklas Märkl       | Team DSM                           | + 0 s           |
| 10.º | Martijn Budding    | Riwal Cycling Team                 | + 0 s           |

## Clasificaciones finales
- Las clasificaciones finalizaron de la siguiente forma:[1]

### Clasificación general
| \| Clasificación general \| Clasificación general \| Clasificación general \| Clasificación general \| Clasificación general \| \| Ciclista \| Ciclista \| Equipo \| Tiempo \| \| \| --------------------- \| -------------------------- \| ---------------------------------- \| --------------------- \| --------------------- \| \| 1.º \| Remco Evenepoel \| Quick-Step Alpha Vinyl \| 25 h 19 min 11 s \| \| \| 2.º \| Jay Vine \| Alpecin-Fenix \| + 56 s \| \| \| 3.º \| Lucas Plapp \| Ineos Grenadiers \| + 1 min 30 s \| \| \| 4.º \| Tobias Halland Johannessen \| Uno-X Pro Cycling Team \| + 1 min 34 s \| \| \| 5.º \| Tao Geoghegan Hart \| Ineos Grenadiers \| + 2 min 36 s \| \| \| 6.º \| Magnus Sheffield \| Ineos Grenadiers \| + 2 min 51 s \| \| \| 7.º \| Laurens Huys \| Intermarché-Wanty-Gobert Matériaux \| + 2 min 54 s \| \| \| 8.º \| Cian Uijtdebroeks \| Bora-Hansgrohe \| + 2 min 56 s \| \| \| 9.º \| Esteban Chaves \| EF Education-EasyPost \| + 3 min 02 s \| \| \| 10.º \| Carl Fredrik Hagen \| Israel-Premier Tech \| + 3 min 20 s \| \| |                            |                                    |                  |
| |                            |                                    |                  |
| Fuente: ProCyclingStats |                            |                                    |                  |
| Clasificación general |                            |                                    |                  |
| Ciclista | Ciclista                   | Equipo                             | Tiempo           |
| 1.º | Remco Evenepoel            | Quick-Step Alpha Vinyl             | 25 h 19 min 11 s |
| 2.º | Jay Vine                   | Alpecin-Fenix                      | + 56 s           |
| 3.º | Lucas Plapp                | Ineos Grenadiers                   | + 1 min 30 s     |
| 4.º | Tobias Halland Johannessen | Uno-X Pro Cycling Team             | + 1 min 34 s     |
| 5.º | Tao Geoghegan Hart         | Ineos Grenadiers                   | + 2 min 36 s     |
| 6.º | Magnus Sheffield           | Ineos Grenadiers                   | + 2 min 51 s     |
| 7.º | Laurens Huys               | Intermarché-Wanty-Gobert Matériaux | + 2 min 54 s     |
| 8.º | Cian Uijtdebroeks          | Bora-Hansgrohe                     | + 2 min 56 s     |
| 9.º | Esteban Chaves             | EF Education-EasyPost              | + 3 min 02 s     |
| 10.º | Carl Fredrik Hagen         | Israel-Premier Tech                | + 3 min 20 s     |

### Clasificación por puntos
| Clasificación por puntos | Clasificación por puntos   | Clasificación por puntos           | Clasificación por puntos | Clasificación por puntos |
| Ciclista                 | Ciclista                   | Equipo                             | Puntos                   |                          |
| ------------------------ | -------------------------- | ---------------------------------- | ------------------------ | ------------------------ |
| 1.º                      | Tobias Halland Johannessen | Uno-X Pro Cycling Team             | 58 pts                   |                          |
| 2.º                      | Lucas Plapp                | Ineos Grenadiers                   | 50 pts                   |                          |
| 3.º                      | Mike Teunissen             | Jumbo-Visma                        | 49 pts                   |                          |
| 4.º                      | Remco Evenepoel            | Quick-Step Alpha Vinyl             | 48 pts                   |                          |
| 5.º                      | Ethan Hayter               | Ineos Grenadiers                   | 36 pts                   |                          |
| 6.º                      | Marco Haller               | Bora-Hansgrohe                     | 31 pts                   |                          |
| 7.º                      | Alexander Kristoff         | Intermarché-Wanty-Gobert Matériaux | 30 pts                   |                          |
| 8.º                      | Filippo Fiorelli           | Bardiani CSF Faizanè               | 30 pts                   |                          |
| 9.º                      | Jay Vine                   | Alpecin-Fenix                      | 28 pts                   |                          |
| 10.º                     | Ethan Hayter               | Ineos Grenadiers                   | 28 pts                   |                          |

### Clasificación de la montaña
| Clasificación de la montaña | Clasificación de la montaña | Clasificación de la montaña | Clasificación de la montaña | Clasificación de la montaña |
| Ciclista                    | Ciclista                    | Equipo                      | Puntos                      |                             |
| --------------------------- | --------------------------- | --------------------------- | --------------------------- | --------------------------- |
| 1.º                         | Joel Nicolau                | Caja Rural-Seguros RGA      | 32 pts                      |                             |
| 2.º                         | Remco Evenepoel             | Quick-Step Alpha Vinyl      | 20 pts                      |                             |
| 3.º                         | Ben Healy                   | EF Education-EasyPost       | 15 pts                      |                             |
| 4.º                         | Tobias Halland Johannessen  | Uno-X Pro Cycling Team      | 15 pts                      |                             |
| 5.º                         | André Drege                 | Team Coop                   | 14 pts                      |                             |
| 6.º                         | Embret Svestad-Bårdseng     | Team Coop                   | 14 pts                      |                             |
| 7.º                         | Håkon Aalrust               | Team Coop                   | 12 pts                      |                             |
| 8.º                         | Lucas Plapp                 | Ineos Grenadiers            | 11 pts                      |                             |
| 9.º                         | Lucas Eriksson              | Riwal Cycling Team          | 11 pts                      |                             |
| 10.º                        | Aaron Van Poucke            | Sport Vlaanderen-Baloise    | 10 pts                      |                             |

### Clasificación de los jóvenes
| Clasificación del mejor joven | Clasificación del mejor joven | Clasificación del mejor joven | Clasificación del mejor joven | Clasificación del mejor joven |
| Ciclista                      | Ciclista                      | Equipo                        | Tiempo                        |                               |
| ----------------------------- | ----------------------------- | ----------------------------- | ----------------------------- | ----------------------------- |
| 1.º                           | Remco Evenepoel               | Quick-Step Alpha Vinyl        | 25 h 00 min 30 s              |                               |
| 2.º                           | Lucas Plapp                   | Ineos Grenadiers              | + 1 min 30 s                  |                               |
| 3.º                           | Magnus Sheffield              | Ineos Grenadiers              | + 2 min 51 s                  |                               |
| 4.º                           | Cian Uijtdebroeks             | Bora-Hansgrohe                | + 2 min 56 s                  |                               |
| 5.º                           | Embret Svestad-Bårdseng       | Team Coop                     | + 8 min 38 s                  |                               |
| 6.º                           | Kevin Vermaerke               | Team DSM                      | + 8 min 52 s                  |                               |
| 7.º                           | Ben Healy                     | EF Education-EasyPost         | + 13 min 57 s                 |                               |
| 8.º                           | Michel Heßmann                | Jumbo-Visma                   | + 19 min 53 s                 |                               |
| 9.º                           | Corbin Strong                 | Israel-Premier Tech           | + 21 min 38 s                 |                               |
| 10.º                          | Jenno Berckmoes               | Sport Vlaanderen-Baloise      | + 31 min 55 s                 |                               |

### Clasificación por equipos
| Clasificación por equipos | Clasificación por equipos | Clasificación por equipos | Clasificación por equipos |
| Equipo                    | Equipo                    | Tiempo                    |                           |
| ------------------------- | ------------------------- | ------------------------- | ------------------------- |
| 1.º                       | Ineos Grenadiers          | 76 h 04 min 16 s          |                           |
| 2.º                       | Israel-Premier Tech       | + 13 min 25 s             |                           |
| 3.º                       | Uno-X Pro Cycling Team    | + 15 min 06 s             |                           |
| 4.º                       | EF Education-EasyPost     | + 17 min 51 s             |                           |
| 5.º                       | Jumbo-Visma               | + 21 min 48 s             |                           |

## Evolución de las clasificaciones
| Etapa                   |                         | Ganador _          | Clasificación general      | Puntos                     | Montaña         | Jóvenes         | Equipo _         |
| ----------------------- | ----------------------- | ------------------ | -------------------------- | -------------------------- | --------------- | --------------- | ---------------- |
| 1.ª etapa               | etapa de media montaña  | Remco Evenepoel    | Remco Evenepoel            | Remco Evenepoel            | Håkon Aalrust   | Remco Evenepoel | Ineos Grenadiers |
| 2.ª etapa               | etapa escarpada         | Ethan Hayter       | Tobias Halland Johannessen | Ethan Hayter               | Håkon Aalrust   | Remco Evenepoel | Ineos Grenadiers |
| 3.ª etapa               | etapa de montaña        | Remco Evenepoel    | Remco Evenepoel            | Tobias Halland Johannessen | Remco Evenepoel | Remco Evenepoel | Ineos Grenadiers |
| 4.ª etapa               | etapa llana             | Marco Haller       | Remco Evenepoel            | Tobias Halland Johannessen | Remco Evenepoel | Remco Evenepoel | Ineos Grenadiers |
| 5.ª etapa               | etapa escarpada         | Remco Evenepoel    | Remco Evenepoel            | Tobias Halland Johannessen | Joel Nicolau    | Remco Evenepoel | Ineos Grenadiers |
| 6.ª etapa               | etapa llana             | Alexander Kristoff | Remco Evenepoel            | Tobias Halland Johannessen | Joel Nicolau    | Remco Evenepoel | Ineos Grenadiers |
| Clasificaciones finales | Clasificaciones finales |                    | Remco Evenepoel            | Tobias Halland Johannessen | Joel Nicolau    | Remco Evenepoel | Ineos Grenadiers |

## UCI World Ranking
El Tour de Noruega otorgó puntos para el UCI World Ranking para corredores de los equipos en las categorías UCI WorldTeam, UCI ProTeam y Continental. Las siguientes tablas son el baremo de puntuación y los diez corredores que obtuvieron más puntos:
| Posición              | 1.º | 2.º | 3.º | 4.º | 5.º | 6.º | 7.º | 8.º | 9.º | 10.º | 11.º | 12.º | 13.º | 14.º | 15.º | 16.º-30.º | 31.º-40.º |
| Clasificación general | 200 | 150 | 125 | 100 | 85  | 70  | 60  | 50  | 40  | 35   | 30   | 25   | 20   | 15   | 10   | 5         | 3         |
| Por etapa             | 20  | 10  | 5   |     |     |     |     |     |     |      |      |      |      |      |      |           |           |
| Líder                 | 5   |     |     |     |     |     |     |     |     |      |      |      |      |      |      |           |           |

| Clasificación |                            |                                    |         |       |       |       |
| Posición      | Ciclista                   | Equipo                             | General | Etapa | Líder | Total |
| ------------- | -------------------------- | ---------------------------------- | ------- | ----- | ----- | ----- |
| 1.º           | Remco Evenepoel            | Quick-Step Alpha Vinyl             | 200     | 60    | 20    | 280   |
| 2.º           | Jay Vine                   | Alpecin-Fenix                      | 150     | 10    | -     | 160   |
| 3.º           | Lucas Plapp                | INEOS Grenadiers                   | 125     | 10    | -     | 135   |
| 4.º           | Tobias Halland Johannessen | Uno-X                              | 100     | 25    | 5     | 130   |
| 5.º           | Tao Geoghegan Hart         | INEOS Grenadiers                   | 85      | -     | -     | 85    |
| 6.º           | Magnus Sheffield           | INEOS Grenadiers                   | 70      | -     | -     | 70    |
| 7.º           | Laurens Huys               | Intermarché-Wanty-Gobert Matériaux | 60      | -     | -     | 60    |
| 8.º           | Cian Uijtdebroeks          | Bora-Hansgrohe                     | 50      | -     | -     | 50    |
| 9.º           | Ethan Hayter               | INEOS Grenadiers                   | 25      | 20    | -     | 45    |
| 10.º          | Esteban Chaves             | EF Education-EasyPost              | 40      | -     | -     | 40    |